# XCY语言
XCY语言是徐家福、仲萃豪、杨芙清等设计的系统程序设计语言，其名称源于“系统程序设计语言”的汉语拼音缩写。
XCY语言最初源于1978年中国第一次操作系统学术交流会上的讨论，会后由南京大学徐家福、中国科学院计算技术研究所仲萃豪、北京大学杨芙清等共同起草，主要用于书写系统程序。该语言参考了Pascal等语言，并兼顾书写系统程序的需要与简明易用的要求而设计。
首个XCY语言的编译程序是在南大的DJS200计算机上实现的。北大杨芙清则使用XCY语言书写了DJS200/XT2操作系统。